# Talen in Luxemburg

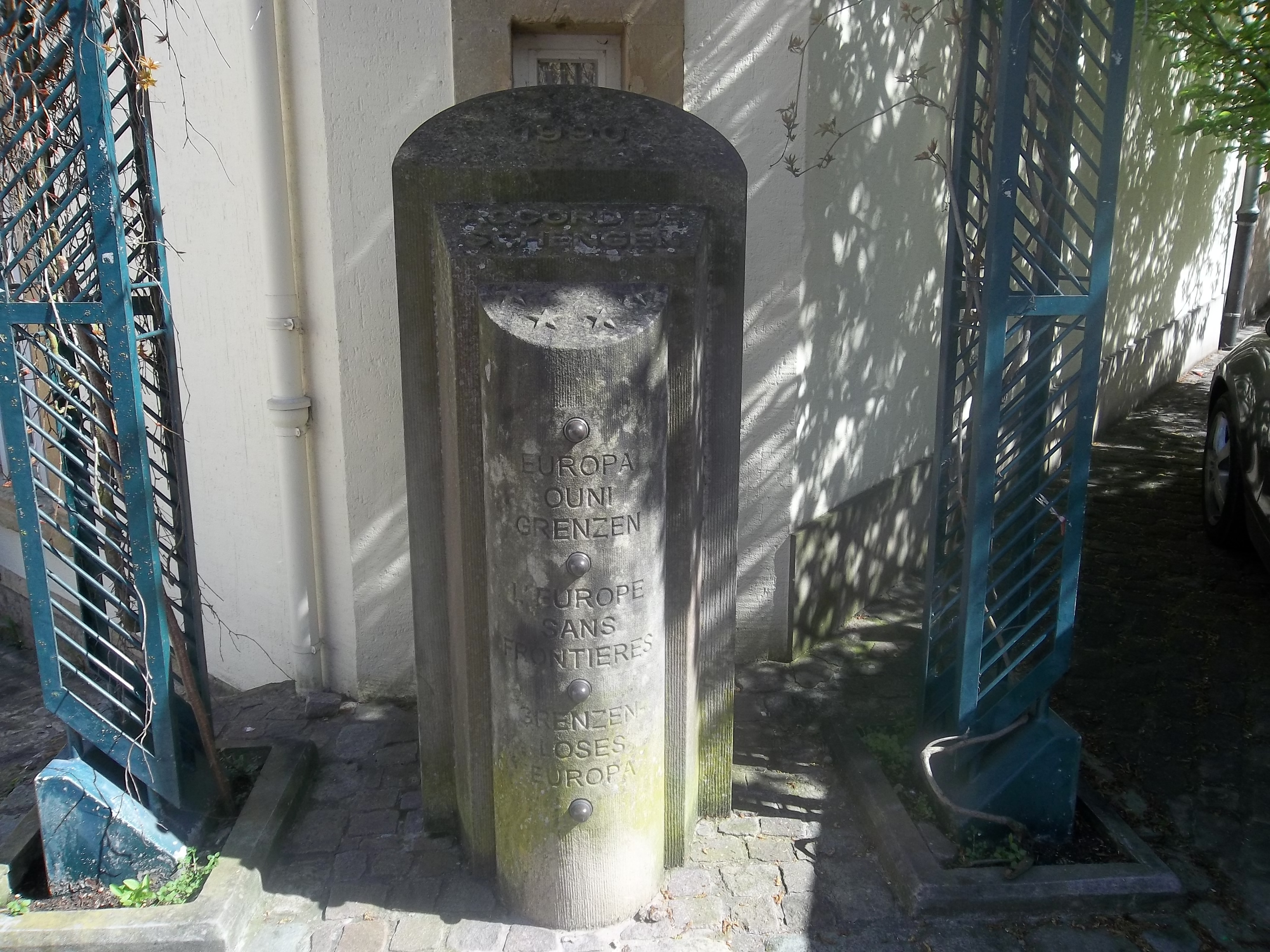
Tekst in het Luxemburgs, Frans en Duits op een monument voor de Verdragen van Schengen

In het Groothertogdom Luxemburg bestaan drie officiële talen: Luxemburgs, Frans en Duits. Frans genoot van oudsher het meeste prestige, maar op scholen werd in het Duits onderwezen. Pas in 1843 werd Frans een verplicht vak. In 1912 werd het lager onderwijs Luxemburgstalig, hoewel Luxemburgs pas in 1984 als aparte taal is erkend.

## Algemene taaletiquette
In afwijking van bijvoorbeeld België en Zwitserland, waar taalgebieden bestaan, wordt eerder verwacht dat men in Luxemburg antwoord geeft in de taal waarin men wordt aangesproken. 
Bij Luxemburgers bestaat in het dagelijks leven meestal een lichte voorkeur voor Luxemburgs boven Frans, de taal die de meeste buitenlanders hanteren. Luxemburgs of ten minste Duits spreken geeft in de ogen van Luxemburgers blijk van aanpassingsbereidheid, terwijl Frans dat oorspronkelijk het meeste prestige genoot, enigszins als de taal van buitenlanders en forenzen wordt gezien.
In 2018 sprak 98 procent van de Luxemburgers Frans, 78 procent Duits en 77 procent Luxemburgs.

## Talen

### Luxemburgs
Luxemburgs is de oorspronkelijke taal van het Groothertogdom Luxemburg, en wordt op alle lagere scholen onderwezen. Het is oorspronkelijk een Moezelfrankisch dialect van het Duits met Franse en Waalse invloeden en leenwoorden. Beheersing van het Luxemburgs is naast het Frans en Duits verplicht voor de meeste overheidsbanen en in de meeste internationale bedrijven. Op het platteland domineert het Luxemburgs, dat overigens naar verhouding weinig als geschreven taal gebruikt wordt. Wel ziet men het op publieke aankondigingen en plaatsnaamborden waar het een symboolfunctie uitstraalt.

### Frans
Frans is traditioneel in Luxemburg de taal van de wetgeving en bestuur, door de invloed van de Code Napoleon. Bovendien heeft het land te maken met een vrij grote instroom van Franstalige werknemers uit België en Frankrijk zelf. Frans wordt al vanaf jonge leeftijd op scholen gedoceerd. In de stad Luxemburg domineert het Frans. Frans ondervindt toenemende 'concurrentie' van het Engels.

### Duits
Duits is in Luxemburg de taal van de media. Ook politierapporten zijn meestal in het Duits opgesteld. Verder heeft het land te maken met veel Duitstalige forenzen, terwijl ook tegen de Duitse grens meer Duits gesproken wordt. Duits wordt eveneens vanaf zeer jonge leeftijd op scholen gedoceerd.

### Andere talen
Hoewel de meeste niet-Luxemburgers Frans spreken, wordt ook Engels door de meeste mensen gesproken en verstaan. Veel internationale bedrijven en hun werknemers bedienen zich in Luxemburg van het Engels. Portugees wordt ook wijd gebruikt, vanwege de grote Portugese gemeenschap die in Luxemburg leeft.

## Onderwijs
Het onderwijs is in Luxemburg Luxemburgstalig. Op zesjarige leeftijd wordt met Duitse les begonnen, gevolgd door Frans. Op de middelbare school wordt eveneens Engels gedoceerd, met naar keuze Latijn, Spaans of Italiaans. Dit stelt Luxemburgers in staat om makkelijk toegang te krijgen tot buitenlandse universiteiten, gezien de beperkte mogelijkheden in eigen land. Daar het onderwijs zo de nadruk legt op talen worden de meer technisch-exact aangelegde leerlingen benadeeld en komt doubleren relatief veel voor (1 op de 4 leerlingen blijft weleens zitten in Luxemburg). Deze kritiek heeft geleid tot de aankondiging van een aantal hervormingen.